# Xenia Boodberg Lee
Xenia Boodberg Lee (Oakland (Califòrnia), 28 de novembre, 1927 - 27 de setembre, 2004) va ser una pianista de concerts americana, establerta a la zona de la badia de San Francisco.

## Primers anys
Xenia Boodberg era filla única de Peter A. Boodberg (1903-1972) i Elena (Helen) Boodberg (1896-1980). El seu pare era un estudiós de lingüística alemanya bàltica nascut a Rússia i professor de llengües orientals a la Universitat de Califòrnia a Berkeley. La seva tieta Valentina A. Vernon recordava que els seus pares van intentar criar-la sense parlar anglès de petita, "només francès i rus".
Xenia Boodberg va ser una nena creativa, va publicar poemes i contes al diari de Berkeley als 8 anys, i va guanyar un concurs d'assaigs sobre prevenció d'incendis de la "Berkeley Lodge of Elks", també el 1936. Va actuar en esdeveniments públics com a pianista abans i fins a la seva adolescència. Va obtenir un grau associat en arts a la Universitat de Califòrnia el 1948. També va estudiar amb el pianista E Egon Petri al Mills College, i amb el pianista Adolph Baller.

## Carrera
Poc després de la universitat, el gener de 1949, va oferir un programa de música per a piano dels compositors Darius Milhaud, Roger Sessions, Joaquim Nin-Culmell, Béla Bartók i Claude Debussy a Nova York, del qual el crític del New York Times va comentar: 
| « | "La senyoreta Boodberg continua sent una pianista amb potencials inusuals, especialment en el camp de la música nova". | » |

 Va fer recitals i concerts, especialment obres del segle xx, a la zona de la badia de San Francisco i a altres llocs, sovint i durant molts anys després, fins a la dècada de 1970. Va ser membre del San Francisco Musical Club i va tocar amb la Simfònica d'Oakland i la Simfònica de Stockton.

## Vida personal
Abans del febrer de 1950, Xenia Boodberg es va casar amb Richard Henry Lee, sergent de la marina i veterà de la Guerra de Corea, i descendent del pare fundador estatunidenc Richard Henry Lee. Van tenir dos fills, Richard i Julie. Va morir el 2004, als 76 anys.